# Liste der Krönungen der Könige von Jerusalem

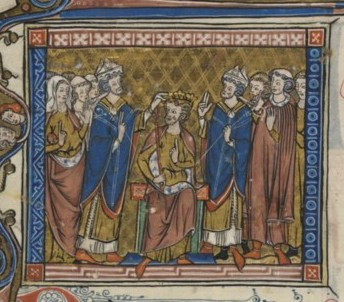
König Balduin III. von Jerusalem wird gekrönt. Mittelalterliche Darstellung aus dem 13. Jahrhundert.

Die Liste der Krönungen der Könige von Jerusalem beinhaltet alle Erstkrönungen und Salbungen der Könige des Königreichs Jerusalem von seiner Begründung nach dem ersten Kreuzzug im Jahr 1099 bis zu seinem Ende im Jahr 1291.

## Krönungsort
Der erste Herrscher des Kreuzfahrerstaates, Gottfried von Bouillon, verzichtete auf die Annahme des Königtitels und nahm mit der Würde des „Verteidigers des heiligen Grabes“ (Advocatus Sancti Sepulchri) vorlieb. Dies lag einem Disput zwischen den weltlichen und geistlichen Kreuzzugsführern zugrunde, wonach die Frage aufkam, ob überhaupt ein weltlicher Herrscher über die heilige Stadt Jerusalem gebieten könne. Als Balduin I. als Nachfolger seines Bruders das Königtum beanspruchte war die Frage noch immer offen und Patriarch Daimbert weigerte sich ihn an dem Ort zu krönen, an welchem Jesus Christus unter der Dornenkrone gewandelt sei. Also diente zunächst die Geburtskirche von Bethlehem als Ort der Krönung. Erst unter Balduin II. wurde die Herrschaftsfrage über Jerusalem zugunsten des Königtums geklärt, so dass die nachfolgenden Könige und Königinnen in der Grabeskirche gekrönt werden konnten.
Durch den Verlust Jerusalems an die Muslime im Jahr 1187 wurde der Krönungsort nach Tyros verlegt, dessen Erzbistum in der Kirchenhierarchie des Kreuzfahrerstaates den zweiten Rang hinter dem Patriarchat von Jerusalem einnahm. Nach der Zurückgewinnung Jerusalems 1229 krönte sich hier in einer umstrittenen Zeremonie Kaiser Friedrich II. selbst, obwohl er nicht der rechtmäßige König war und unter dem Kirchenbann stand. Er war zugleich der letzte christliche König, der hier gekrönt wurde.
Dem lateinischen Patriarchen von Jerusalem stand als dem Primat der Jerusalemer Kirchenhierarchie die leitende Funktion in der Krönungszeremonie zu. Als seine Stellvertreter folgten ihm nacheinander die Erzbischöfe von Tyros, Caesarea und Nazareth.

## Liste der Krönungen
| Bild                      | König (Regierungszeit)   | Datum                                                | Ort                                      | Ausführender                                                                         |
| ------------------------- | ------------------------ | ---------------------------------------------------- | ---------------------------------------- | ------------------------------------------------------------------------------------ |
|                           | Balduin I. (1100–1118)   | 25. Dezember 1100                                    | Geburtskirche in Bethlehem               | Daimbert, Patriarch von Jerusalem                                                    |
| Orianta von Melitene      | ---                      | ---                                                  | ---                                      |                                                                                      |
| Adelheid von Savona       | ---                      | ---                                                  | ---                                      |                                                                                      |
|                           | Balduin II. (1118–1131)  | 18. April 1118 (Salbung) 25. Dezember 1119 (Krönung) | Geburtskirche in Bethlehem               | Arnulf, Patriarch von Jerusalem (Salbung) Warmund, Patriarch von Jerusalem (Krönung) |
| Morphia von Melitene      | 25. Dezember 1119        | Geburtskirche in Bethlehem                           | Warmund, Patriarch von Jerusalem         |                                                                                      |
|                           | Melisende (1131–1152)    | 14. September 1131                                   | Grabeskirche in Jerusalem                | Wilhelm, Patriarch von Jerusalem                                                     |
| Fulko von Anjou           | 14. September 1131       | Grabeskirche in Jerusalem                            | Wilhelm, Patriarch von Jerusalem         |                                                                                      |
|                           | Balduin III. (1143–1162) | 25. Dezember 1143                                    | Grabeskirche in Jerusalem                | Wilhelm, Patriarch von Jerusalem                                                     |
| Theodora Komnena          | September 1158           |                                                      |                                          |                                                                                      |
|                           | Amalrich I. (1162–1174)  | 18. Februar 1162                                     | Grabeskirche in Jerusalem                | Amalrich, Patriarch von Jerusalem                                                    |
| Maria Komnena             | 29. August 1167          | Kathedrale in Tyros                                  | Amalrich, Patriarch von Jerusalem        |                                                                                      |
|                           | Balduin IV. (1174–1185)  | 15. Juli 1174                                        | Grabeskirche in Jerusalem                | Amalrich, Patriarch von Jerusalem                                                    |
|                           | Balduin V. (1183–1186)   | 20. November 1183                                    | Grabeskirche in Jerusalem                | Heraclius, Patriarch von Jerusalem                                                   |
|                           | Sibylle (1186–1190)      | 1186                                                 | Grabeskirche in Jerusalem                | Heraclius, Patriarch von Jerusalem                                                   |
| Guido von Lusignan        | 1186                     | Grabeskirche in Jerusalem                            | Königin Sibylle                          |                                                                                      |
|                           | Isabella I. (1190–1205)  | Herbst 1197                                          | Kathedrale in Tyros                      | Aimar, Patriarch von Jerusalem                                                       |
| Konrad I. von Montferrat  | ---                      | ---                                                  | ---                                      |                                                                                      |
| Heinrich I. von Champagne | ---                      | ---                                                  | ---                                      |                                                                                      |
| Amalrich II. von Lusignan | Herbst 1197              | Kathedrale in Tyros                                  | Aimar, Patriarch von Jerusalem           |                                                                                      |
|                           | Maria (1205–1212)        | 3. Oktober 1210                                      | Kathedrale in Tyros                      | Albert Avogadro, Patriarch von Jerusalem                                             |
| Johann I. von Brienne     | 3. Oktober 1210          | Kathedrale in Tyros                                  | Albert Avogadro, Patriarch von Jerusalem |                                                                                      |
|                           | Isabella II. (1212–1228) | August 1225                                          | Kathedrale in Tyros                      |                                                                                      |
| Kaiser Friedrich II.      | 18. März 1229            | Grabeskirche in Jerusalem                            | Selbstkrönung                            |                                                                                      |
|                           | Konrad II. (1228–1254)   | ---                                                  | ---                                      | ---                                                                                  |
| Elisabeth von Bayern      | ---                      | ---                                                  | ---                                      |                                                                                      |
|                           | Konradin (1254–1268)     | ---                                                  | ---                                      | ---                                                                                  |
| Sophia von Landsberg      | ---                      | ---                                                  | ---                                      |                                                                                      |
|                           | Hugo I. (1268–1284)      | 24. September 1269                                   | Kathedrale in Tyros                      | Bischof von Lydda                                                                    |
| Isabella von Ibelin       | ---                      | ---                                                  | ---                                      |                                                                                      |
|                           | Johann II. (1284–1285)   | ---                                                  | ---                                      | ---                                                                                  |
|                           | Heinrich II. (1285–1291) | 15. August 1286                                      | Kathedrale in Tyros                      | Bonacourt, Erzbischof von Tyros                                                      |

## Bemerkungen
- Morphia, die Ehefrau König Balduins II., ist die erste Königin deren Krönung schriftlich überliefert ist.
- Bis auf eine Ausnahme (Balduin II.) empfingen die Könige die Salbung mit der Krönung. Die Rechtmäßigkeit der Nachfolge Balduins II. wurde einige Zeit in Frage gestellt, da der ältere Bruder Balduins I., Graf Eustach III. von Boulogne, darin noch berücksichtigt wurde. Erst nachdem klar war, das dieser nicht mehr in das heilige Land zurückkehren werde, wurde Balduin II. allgemein anerkannt und schließlich auch gekrönt.
- Wie im Mittelalter üblich wurden einige Könige und Königinnen mehrfach gekrönt. Melisende krönte sich 1143 erneut anlässlich der Krönung ihres Sohnes Balduin III. Anlässlich der Krönung seiner Frau Maria Komnena nahm König Amalrich I. seinerseits seine zweite Krönung vor. Balduin V. wurde zu Lebzeiten seines Onkels Balduin IV. gekrönt um nach dessen Tod ein zweites Mal gekrönt zu werden.
- Amalrich I. wurde am Festtag des Märtyrers Simeon gekrönt, Balduin IV. am Jahrestag der Eroberung Jerusalems von 1099.
- Die Thronfolge Sibylles war seinerzeit erbrechtlich umstritten, weshalb der Patriarch sich weigerte ihrem Ehemann Guido von Lusignan die Krone auf Haupt zu setzen. Dies übernahm daher Sibylle persönlich. Sie wurden außerdem an einem Freitag gekrönt, was laut zeitgenössischen Berichten ein unerhörter Vorgang war.
- Konrad von Montferrat bereitete seine und seiner Frau Krönung vor, wurde aber zuvor ermordet. Heinrich von Champagne verzichtete auf eine Krönung.
- Die Könige Konrad II. und Konradin waren nie persönlich im Königreich Jerusalem erschienen und wurden deshalb auch nicht gekrönt. Johann II. starb nach nur kurzer Regierungszeit auf Zypern.
- Hugo I. (Hugo III. von Zypern) musste vom Bischof von Lydda gekrönt werden, da der Patriarch nicht in Tyros anwesend und die Erzbistümer von Tyros, Caesarea und Nazareth vakant waren.